# Jacques Burger
Jacques Burger (* 29. Juli 1983 in Windhoek, Südwestafrika) ist ein ehemaliger namibischer Rugby-Union-Spieler, der zuletzt im English Premiership für Saracens spielte und Nationalspieler seines Landes war. Burger spielte in der Position des Back-Row.
Er galt als einer der besten Spieler seines Landes aller Zeiten.
Seit November 2024 ist Burger Direktor der namibischen Rugby-Union-Nationalmannschaft.

## Vereinskarriere
Burger begann seine internationale Vereinskarriere 2005 bei den Griquas in Südafrika Er wechselte anschließend 2007 für zwei Jahre zu Stade Aurillacois nach Frankreich, ehe er von 2008 bis 2010 bei den Bulls in Südafrika spielte. Burger spielte von 2010 bis 2017 für Saracens. Der Dritte-Reihe-Stürmer baute sich schnell einen Ruf als besonders zäher Tackler – und seine Leistungen führten dazu, dass er in der Saison 2009/10 zum Saracens Spieler des Jahres ernannt wurde.

## Internationale Karriere
Burger gab sein internationales Debüt für die namibische Rugby-Nationalmannschaft am 14. August 2004 gegen die sambische Auswahl.
Er war zuletzt Kapitän der namibischen Rugby-Nationalmannschaft. Er nahm mit der Nationalmannschaft an den Rugby-Union-Weltmeisterschaften 2007, 2011 und 2015 teil. Bei der Weltmeisterschaft 2011 wurde er vom Rugby News Service des IRB zu einem der fünf besten Spieler des Turniers ernannt. Rugby News Service sagte über Burger, er sei „durchgängig ein hell scheinendes Licht in seiner Mannschaft“  und dass „selbst, wenn die gegnerische Punktzahl sich anhäuft, der 28-jährige weiterhin unermüdlich Tackles ausführt und Ballwechsel in Gedrängen erzwingt.“
Nach einer Gehirnerschütterung im Spiel gegen Georgien bei der WM 2015 kündigte Burger seinen Rücktritt aus internationalem Rugby an. Er war danach zeitweilig Assistenztrainer der Nationalmannschaft. 2024 wurde er Direktor der Nationalmannschaft, seit Ende Juni 2025 zusätzlich Nationaltrainer.

## Leben nach dem Rugby
Burger ist seit 2019 Versicherungsvertreter in Südnamibia. Er arbeitet weiterhin auch selbständig als Farmer.